# Ploeosoma ellipticum
Ploeosoma ellipticum là một loài bọ cánh cứng trong họ Cerylonidae. Loài này được Wollaston miêu tả khoa học năm 1854.